# Алберту Кавалканти
Алберту ди Алмейда Кавалканти (на португалски: Alberto de Almeida Cavalcanti) е бразилски режисьор, работил дълго време във Великобритания и Франция.
Роден е на 6 февруари 1897 година в Рио де Жанейро в семейството на известен математик. Учи в Бразилия, Швейцария и Франция, след което работи като интериорен дизайнер, а от 1920 година като сценограф в киното, като от 1926 година започва да режисира свои филми, като „Went the Day Well?“ (1942), „They Made Me a Fugitive“ (1947), „O Canto do Mar“ (1952), „Първата нощ“ („La prima notte“, 1959).
Алберту Кавалканти умира на 23 август 1982 година в Париж.